# Strøget

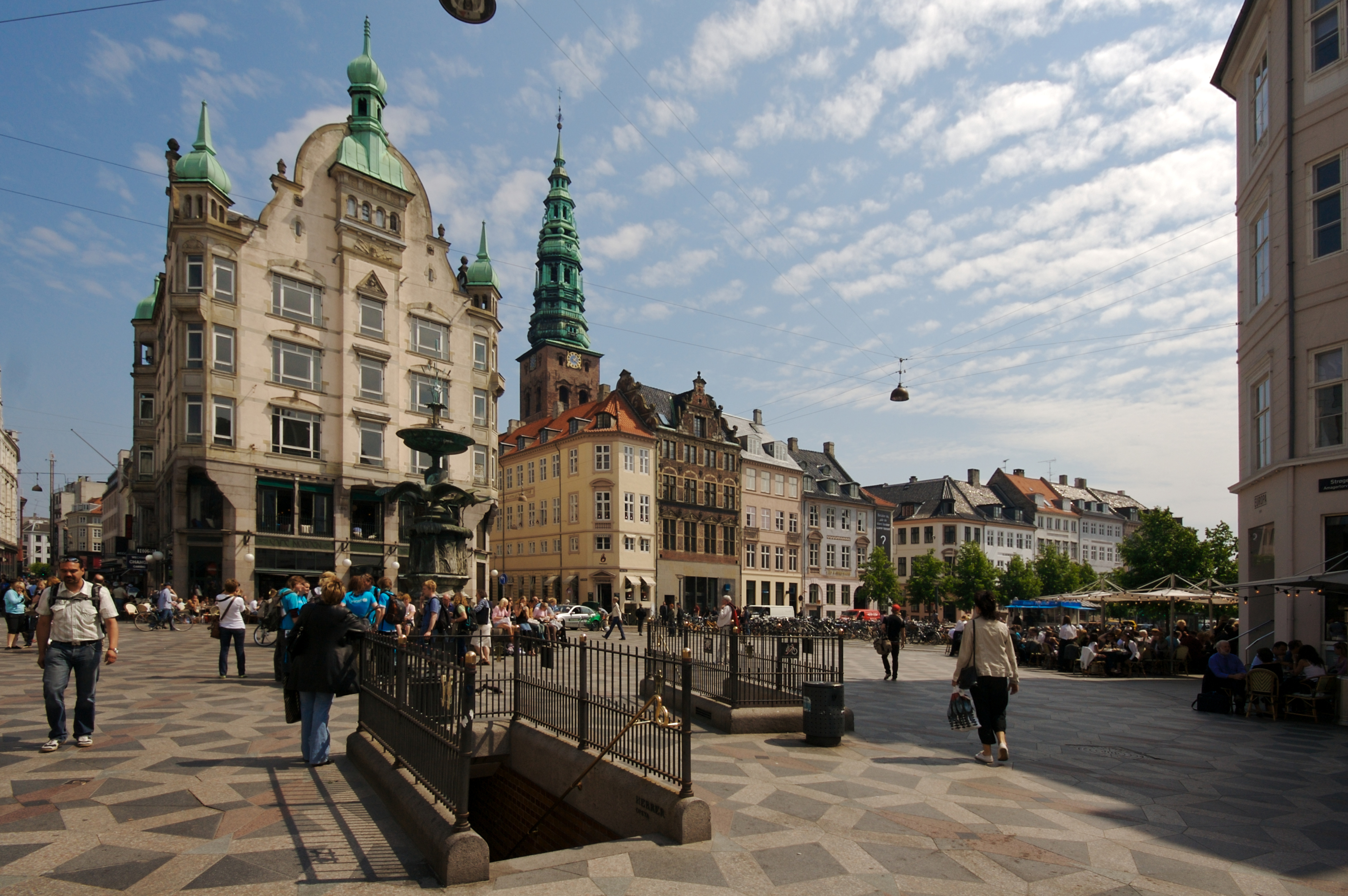
Strøget, la zona peatonal de Copenhague. En la imagen, Amagertorv.

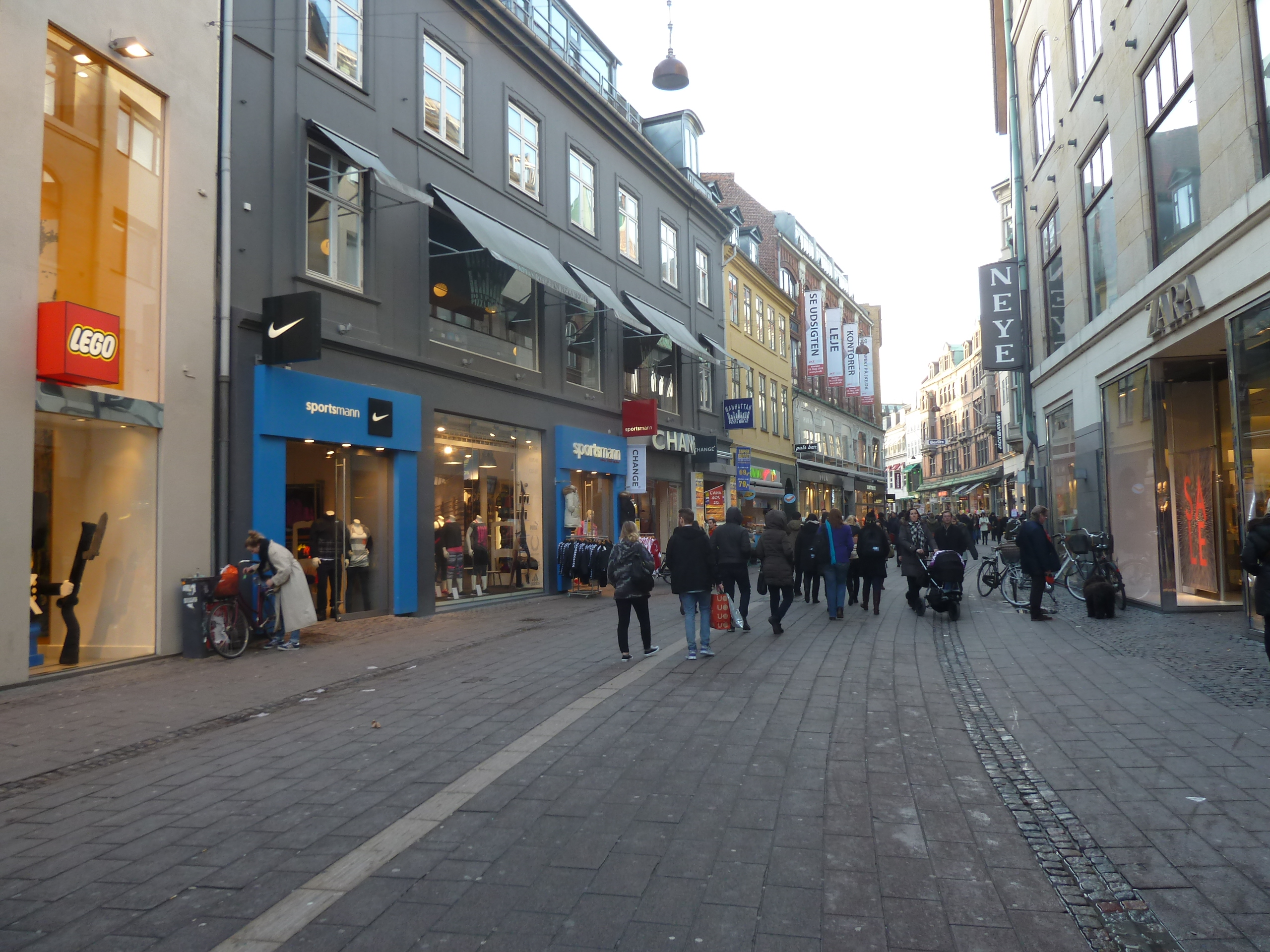
Vimmelskaftet, parte de Strøget.

Strøget es una zona peatonal situada en Copenhague, Dinamarca. Esta popular atracción turística en el centro de la ciudad es la zona peatonal de tiendas más grande de Europa.
La calle está bordeada al oeste por la Plaza del Ayuntamiento (en danés: Rådhuspladsen), la céntrica plaza donde se sitúa el Ayuntamiento de Copenhague, y al este por Kongens Nytorv ("Nueva Plaza del Rey"), otra gran plaza. Pero la zona de Strøget es en realidad una colección de calles que se ramifican de esta calle central. Estas calles, en orden desde Rådshuspladsen hasta Kongens Nytorv, son:
- Frederiksberggade
- Gammel Torv / Nytorv
- Nygade
- Vimmelskaftet
- Amagertorv
- Østergade

Muchas de las tiendas más famosas y caras de la ciudad, como Illums Bolighus, Magasin du Nord, y la Fábrica de Porcelana Royal Copenhagen, se sitúan en esta zona. También hay gran cantidad de tiendas de suvenires y restaurantes de comida rápida. Strøget ofrece muchas de las tiendas más famosas y caras del mundo, como Louis Vuitton, Emporio Armani, Bang & Olufsen, Tommy Hilfiger, Hermès, Gucci, y Burberry.
Strøget fue creada en noviembre de 1962, cuando los coches estaban empezando a dominar las antiguas calles céntricas de Copenhague. Durante la década de 1950 la calle había cerrado al tráfico durante un par de días en Navidad. En 1962 el cierre fue "medio disfrazado" como un cierre extendido por vacaciones, pero la calle ha permanecido cerrada desde entonces. La idea fue controvertida: algunas personas pensaban que los daneses no tenían la mentalidad de "vida pública" que concibe una calle así, y muchos comerciantes locales pensaban que la medida ahuyentaría a los clientes. Sin embargo, resultó un éxito, y la zona pronto contó con más compradores, cafeterías y una vida callejera renovada. Basándose en el éxito de Strøget, la red se expandió poco a poco: en 1968 se peatonalizó otra calle y varias plazas más, y en 1973, 1980, y 1992 se realizaron más peatonalizaciones. De los 15 800 m² iniciales de Strøget, la red peatonal de Copenhague se ha extendido a unos 100 000 m².
La idea se ha convertido en un modelo imitado con frecuencia en otros lugares. El arquitecto y urbanista danés Jan Gehl ha tenido un papel fundamental en la creación de esta zona peatonal.
Unas 250 000 personas usan Strøget todos los días en la cima de la temporada turística en verano, y unas 120 000 lo hacen en un día de invierno.
Durante muchos años a finales del siglo XX, los turistas en Strøget disfrutaban del espectáculo de un gran hombre con un traje vikingo completo, que los dirigía a uno de los mercados. En la actualidad hay una gran variedad de entretenimiento en la calle.
El extremo oeste de Strøget en la Plaza del Ayuntamiento está a poca distancia de los Jardines de Tivoli y la Estación Central de Copenhague. En el extremo este de Strøget, Kongens Nytorv, se sitúa el Teatro Real de Copenhague y el exclusivo Hotel d'Angleterre. Kongens Nytorv está cerca de la popular zona de Nyhavn, Langelinie y el Palacio de Amalienborg, la residencia real.